# Alberto Tenenti
Alberto Tenenti (Viareggio, 5 giugno 1924 – Parigi, 11 novembre 2002) è stato uno storico italiano naturalizzato francese.

## Biografia
Nato a Viareggio nel 1924, studiò al Liceo "G. Carducci", conseguendo la maturità classica nel 1942. Appassionato di storia, filosofia, letteratura ed arte, entrò alla Scuola Normale Superiore di Pisa con il concorso del 1942 e si laureò nell'anno accademico 1945-1946 all'Università di Pisa con una tesi su Diderot (relatore Cesare Luporini). Nel 1947 si recò a Parigi per approfondire i suoi studi su Diderot e l'Illuminismo francese. Qui, sotto l'influenza di Lucien Febvre e di Fernand Braudel, i suoi interessi si orientarono decisamente verso la storia.
Tornato in Italia, tra il 1953 e il 1957 lavorò come archivista a Venezia e a Brescia. Ma i maestri delle "Annales" ammiravano Tenenti e lo convinsero a trasferirsi stabilmente a Parigi, arruolandolo, insieme all'amico e collega Ruggiero Romano, in quella che Braudel definiva la "legione straniera". Chiamato come chef de travaux presso la sezione Sciences Economiques et Sociales dell'École des Hautes Études en Sciences Sociales, divenne direttore della scuola dal 1965, e per 35 anni, a partire dall'anno accademico 1966-1967, tenne un proprio corso d'insegnamento denominato Histoire Sociale des Cultures Européennes. Nonostante la sua naturalizzazione francese, conservò uno stretto e costante rapporto con gli ambienti culturali italiani, contribuendo alla diffusione nel nostro Paese delle opere del maestro Braudel. Fu inoltre membro dell'Accademia dei Lincei. Trascorse gli ultimi anni nella sua casa parigina traboccante di libri, con la moglie, anche lei storica di professione.

## Opere
Tra le numerose opere di Alberto Tenenti ricordiamo alcuni lavori fondamentali: L'Italia del Quattrocento (Laterza), Dalle rivolte alle rivoluzioni (Il Mulino), Firenze dal Comune a Lorenzo il Magnifico (Mursia), La vita e la morte attraverso l'arte del XV Secolo (Edizioni Scientifiche Italiane), Venezia e il senso del mare e Venezia e i pirati (Guerini e associati). Tra i suoi ultimi libri lo storico era molto legato ad una grande sintesi destinata all'università: L'età moderna: XVI-XVIII secolo (Il Mulino).
Insieme a Ruggiero Romano curò il dodicesimo volume (Die Grundlegung der modernen Welt: Spätmittelalter, Renaissance, Reformation) della collana Fischer Weltgeschichte, disponibile anche in traduzione italiana (Alle origini del mondo moderno, 1350-1550, 1967, 357 pp.), quale dodicesimo volume della Storia Universale Feltrinelli, versione italiana della collana dell'editore Fischer.
Nel libro Il senso della morte e l'amore della vita nel Rinascimento (1957) affronta il tema del "senso della sopravvivenza" nell'arte e nella letteratura tra Quattrocento e Cinquecento.
- Il senso della morte e l'amore della vita nel Rinascimento (Francia e Italia), Torino, Einaudi, 1957. -Collana Reprints, Einaudi, 1977.
- Firenze dal Comune a Lorenzo il Magnifico 1350-1494, Milano, Mursia, 1970.
- Credenze, ideologie, libertinismi tra medioevo ed età moderna, Bologna, Il Mulino, 1978.
- I Rinascimenti (1350-1650), Firenze, Le Monnier, 1981.
- A. Tenenti-André Stegmann-Tibor Klaniczay, La corte in Europa. Fedeltà, favori, pratiche di governo, Centro Odorici, 1983.
- A. Tenenti-Bronislava Tenenti, Il prezzo del rischio. L'assicurazione mediterranea vista da Ragusa, Jouvence, 1985, ISBN 978-88-780-1050-5.
- Stato: un'idea, una logica. Dal comune italiano all'assolutismo francese, Bologna, Il Mulino, 1987, ISBN 978-88-150-1451-1.
- La formazione del mondo moderno XIV/XVII secolo, La civiltà europea nella storia mondiale, Bologna, Il Mulino, 1989.
- L'età moderna. La civiltà moderna nella storia mondiale, Il Mulino, 1990, ISBN 978-88-150-2800-6.
- A. Tenenti-Ugo Tucci, Storia di Venezia. Temi, Roma, Treccani, 1991.
- La vita e la morte attraverso l'arte del XV secolo, Napoli, Edizioni Scientifiche Italiane, 1996, ISBN 978-88-811-4235-4.